# Armenia na Letnich Igrzyskach Paraolimpijskich 2016
Armenia na Letnich Igrzyskach Paraolimpijskich 2016 w Rio de Janeiro była reprezentowana przez dwie zawodniczki, które nie zdobyły żadnego medalu. Był to szósty występ tego państwa na letnich igrzyskach paraolimpijskich (po startach w roku 1996, 2000, 2004, 2008 i 2012). 

## Wyniki

### Pływanie
| Zawodniczka     | Konkurencja                 | Eliminacje | Eliminacje | Finał | Finał   | Źródło |
| Zawodniczka     | Konkurencja                 | Czas       | Miejsce    | Czas  | Miejsce | Źródło |
| --------------- | --------------------------- | ---------- | ---------- | ----- | ------- | ------ |
| Maga Howakimjan | 50 m stylem dowolnym S6     | 46,82      | 20         | NQ    | NQ      | [ 3 ]  |
| Maga Howakimjan | 100 m stylem klasycznym SB5 | 2:22,57    | 13         | NQ    | NQ      | [ 4 ]  |

### Podnoszenie ciężarów
| Zawodnik        | Kategoria | Wynik | Pozycja | Źródło |
| --------------- | --------- | ----- | ------- | ------ |
| Greta Wardanjan | –55 kg    | 96 kg | 5       | [ 5 ]  |